# Nierhoven

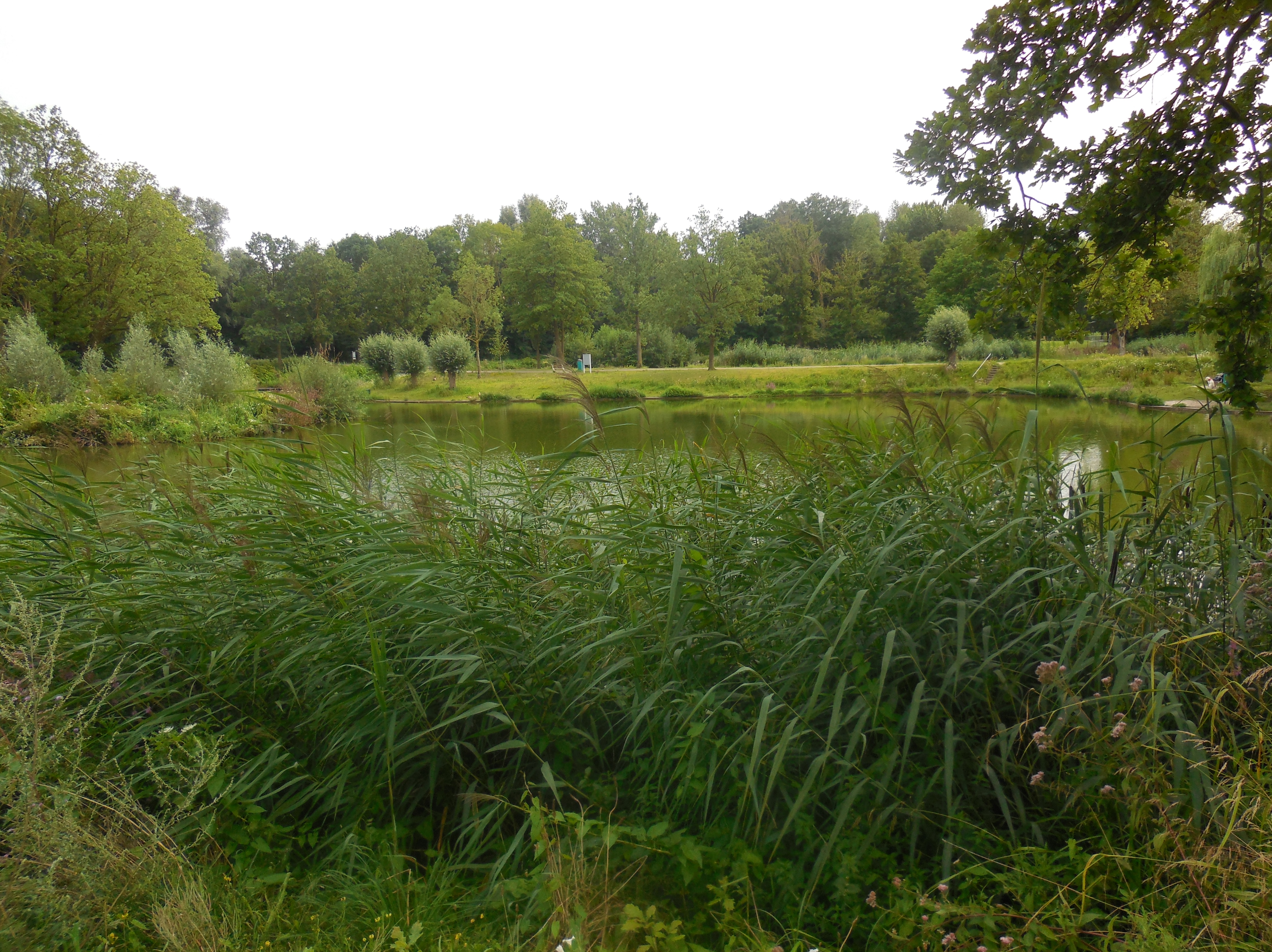
Visvijver Nierhoven.

Nierhoven, in het Limburgs Nirve geheten, is een gehucht in Nuth behorende tot de gemeente Beekdaelen, in de Nederlandse provincie Limburg. Het gehucht ontleent zijn naam aan het in de buurt gelegen en gelijknamig landhuis. Het is een van de zogenaamde Bovengehuchten van Nuth. De buurtschap bestaat uit een aantal huizen gelegen aan de weg Nierhoven, die tussen Grijzegrubben en Kamp loopt. Ten zuiden van Nierhoven ligt het dal van de Platsbeek.
Jozef Habets beschrijft in zijn boek over de voormalige Heerlijkheid Nuth het landgoed Neerhoven of Nierhoven. Huis Nierhoven is een landhuis uit omstreeks 1550. Dit huis bestaat uit een carréboerderij met poortgevel en binnenplein. Bij het complex hoort ook een kapel met altaar uit de 18de eeuw.
In het lager gelegen park tegenover Huis Nierhoven liggen enkele visvijvers.

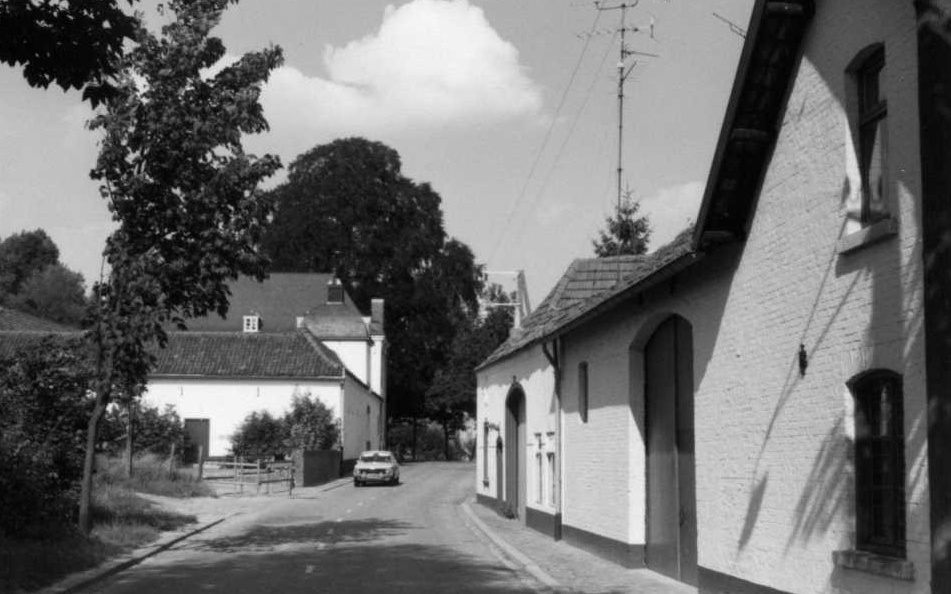
Nierhoven: Buurtschap rechts met Landhuis links

Dorpen: Aalbeek · Amstenrade · Arensgenhout · Bingelrade · Doenrade · Hulsberg · Jabeek · Merkelbeek · Nuth · Oirsbeek · Puth · Schimmert · Schinnen · Schinveld · Sweikhuizen · Vaesrade · Wijnandsrade

Buurtschappen en gehuchten: Bovenste Puth · Brand · Breinder · Brommelen · Daniken (deels) · Douvergenhout · Etzenrade · Gracht · Grijzegrubben · Haasdal · Hegge · Heisterbrug · Helle · Hellebroek · Hommert · Hunnecum · Kamp · Kathagen · Klein-Doenrade · Kleingenhout · Kling · Kruis · Laar · Leeuw · Nagelbeek · Nierhoven · Oensel · Onderste Puth · Op de Bies · Op den Hering · Oppeven · Reuken · Swier · Terstraten · Tervoorst · Thull · Viel · Vink · Wintraak · Wissengracht · Wolfhagen

Limburg: Steden en dorpen      Nederland: Provincies · Gemeenten